# Grand Prix de Tennis de Toulouse 1999
Il Grand Prix de Tennis de Toulouse 1999  è stato un torneo di tennis giocato sul cemento. È stata la 18ª edizione del Grand Prix de Tennis de Toulouse, che fa parte della categoria International Series nell'ambito dell'ATP Tour 1999. Il torneo si è giocato a Tolosa in Francia, dal 27 settembre al 3 ottobre 1999.

## Campioni

### Singolare maschile
Nicolas Escudé ha battuto in finale  Daniel Vacek con il punteggio di 7–5, 6–1

### Doppio maschile
Olivier Delaître /  Jeff Tarango hanno battuto in finale  David Adams /  John-Laffnie de Jager  3–6 7–6(2) 6–4